# Friedrich Schulthess

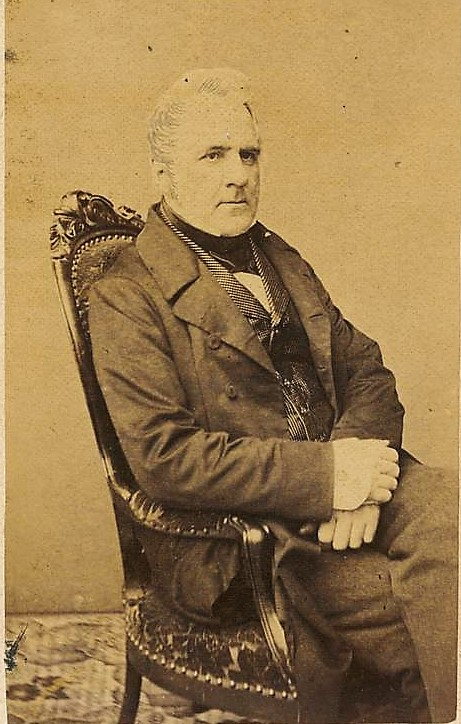
Friedrich Schulthess, um 1850

Friedrich Schulthess (* 16. September 1804 in Zürich; † 29. August 1869 ebenda) war ein Schweizer Verleger.

## Biografie
Schulthess war Inhaber der Schulthess’schen Buchhandlung und Druckerei in Zürich, veröffentlichte Huldrych Zwinglis Schriften und gründete den Schweizerischen Buchhändlerverein mit. Während des Züriputsches im Jahr 1839 war er Kommandant der Zürcher Bürgerwache im Dienstgrad eines Oberstleutnants.
Einer seiner Enkel war Hans Schulthess.